# Joseph-François Charpentier de Cossigny de Palma
 (avril 2022).
Pour les articles homonymes, voir Charpentier de Cossigny et Charpentier (homonymie).
Joseph-François Charpentier de Cossigny est un ingénieur, explorateur et botaniste français né à Port-Louis en 1736 et mort en 1809. Il ajoute plus tard de Palma à son nom. Il est connu pour avoir introduit le litchi aux îles de Bourbon et de France, en 1764, après plusieurs voyages en Chine et en Orient.

## Biographie
Joseph-François Charpentier de Cossigny est le fils de Jean-François Charpentier de Cossigny, ingénieur de la Compagnie française des Indes orientales. Il est par ailleurs le cousin de David Charpentier de Cossigny, gouverneur des Indes françaises, gouverneur de Bourbon puis gouverneur général des Mascareignes.
Il effectue un long voyage d'étude en Chine, au Bengale entre 1751 et 1752 avant de rejoindre son père à Pondichéry en 1753. Il occupe plusieurs charges royales entre 1757 et 1762, dont un voyage à Java pour une mission politique. Il fonde à Maurice le domaine de Palma en 1764.[réf. nécessaire]
En 1773, à l'occasion d'un séjour à Paris, il demande au ministre des colonies le droit de fonder une chambre d'agriculture à l'Isle de France (aujourd'hui Maurice). La demande est rejetée, Cossigny étant considéré comme un "agitateur" par les autorités, et l'établissement d'un corps représentatif étant vu comme une interférence avec l'autorité directe du ministère.[réf. nécessaire]
En 1774, il est élu correspondant de l'Académie des Sciences.[réf. nécessaire]
En 1776, il est chargé d'une plantation de bois noir, des poudreries de l'île et s'occupe de la création de plusieurs jardins d'acclimatation d'espèces fruitières importées. Il y reçoit notamment le botaniste envoyé par la Cour impériale autrichienne, Franz Boos en 1787-1788, lorsque ce dernier est invité à travailler au jardin royal de Pamplemousses par Nicolas Céré, son directeur.[réf. nécessaire]
Il est forcé de rentrer en France en 1800 après avoir été soupçonné de vouloir payer des salaires à ses esclaves.
En 1789, Cossigny est élu député à la Constituante et il regagne la France. Il ne retourne sur son Isle-de-France natale qu'en 1800, envoyé par Bonaparte pour y annoncer l’avènement du régime consulaire. Il dirige ensuite la fabrication de la poudre à canon à Port-Louis, où, en homme de progrès, il emploie des esclaves en les salariant comme des hommes libres. Cela lui vaut l'hostilité des colons et il rentre à Paris où il se consacre à ses travaux scientifiques. Il s'installe en 1801 à Arpajon.[réf. nécessaire]
Il entre dans la section botanique du jeune Institut de France en 1803.[réf. nécessaire]
Il meurt à Paris en 1809.[réf. nécessaire]

## Publications
- [1779] Essai sur la fabrique de l'indigo, Isle de France, Imprimerie royale, 1779 (lire en ligne)
- [1790] Mémoire pour la colonie de l'Isle de France, en réponse au précis et au Mémoire des actionnaires de la Compagnie des Indes, Paris, P. Fr. Didot le Jeune, 1790, 37 p., sur _ _ _.
- [1790] Notes sommaires en réponse aux Observations sommaires, sur le Mémoire publié pour la colonie de l'Isle de France, Paris, P. Fr. Didot le Jeune, 1790 (réimpr. 2018), 16 p., sur books.google.fr (ISBN 2329161247, EAN 978-2329161242, lire en ligne).
- [1797] Réflexions sur le plan d'une banque territoriale, par le cit. Ferrières, Paris, imprimerie de Sobry, 1797 (lire en ligne)
- [1798] Voyage à Canton, capitale de la province de ce nom, à la Chine, par Gorée, le cap de Bonne-Espérance et les îles de France et de la Réunion. Suivi d'Observations sur le Voyage à la Chine de lord Macartney et du citoyen Van-Braam, et d'une Esquisse des arts des Indiens et des Chinois, Paris, Chez André imprimeur-éditeur, 1798 (lire en ligne)
- [1803] Moyens d'amélioration et de restauration, proposés au gouvernement et aux habitans des colonies : ou Mélanges politiques, économiques, agricoles, et commerciaux, etc, relatifs aux colonies, Paris, Imprimerie de Marchant, 1803, 3 vol.
- [1807] Observations sur "l'Art de faire le vin" par Mr J.-A. Chaptal, 1807, 107 p. (lire en ligne)
- [1808 (?)] Mémoire sur les plantations de canes à sucre, dans les départemens méridionaux de la France, et sur l'extraction du sucre (Contient un procès-verbal des expériences faites à Paris, chez MM. Baumé et Margueron, apothicaires, rue Saint-Honoré, no 199, sur les canes à sucre), Paris, impr. Gagnard, c. 1808, 28 p. (présentation en ligne, lire en ligne [PDF] sur archeologie-senlis.fr).
- [1808] Supplément aux recherches physiques et chimiques sur la fabrication de la Poudre à Canon, Paris, impr. Gagnard, 1808, 294 p., sur books.google.fr (lire en ligne).
- [1808] Observations sur le Manuel du commerce des Indes orientales et de la Chine, Paris, Imprimerie de Gagnard, 1808 (lire en ligne)